# WE aRE
Singles de abingdon Boys School
From Dusk Till Dawn
WE aRE est le neuvième single du groupe de rock japonais Abingdon Boys School.

## Liste des morceaux
1. WE aRE - 04:16
2. COLD CHAIN - 05:46

## Musiciens
- Takanori Nishikawa - chant
- Sunao - guitare
- Hiroshi Shibasaki - guitare
- Toshiyuki Kishi - clavier